# جایزه قلم طلایی آزادی انجمن جهانی مطبوعات
جایزه قلم طلایی آزادی یک جایزه سالانه روزنامه‌نگاری بین‌المللی است که از سال ۱۹۶۱ توسط انجمن جهانی روزنامه‌ها به افراد یا سازمان‌ها اعطا می‌شود. هدف از این جایزه «قدردانی از اقدامات برجسته -کتبی یا عملی- یک فرد، گروه یا مؤسسه در راستای آزادی مطبوعات» است. یکی از اهداف این جایزه «جلب توجه افکار عمومی نسبت به دولت‌های سرکوبگر و روزنامه‌نگارانی که با آن‌ها مبارزه می‌کنند» و ایجاد میزانی از حمایت از روزنامه‌نگاران در برابر آزار و اذیت بیشتر است.
این جایزه هر ساله در مراسم افتتاحیه کنگره جهانی روزنامه و مجمع جهانی سردبیران اهدا می‌شود.
فهرست برندگان ایرانی
- فرج سرکوهی - ۱۹۹۹
- اکبر گنجی - ۲۰۰۶
- احمد زیدآبادی - ۲۰۱۰
- نیلوفر حامدی و الهه محمدی - ۲۰۲۳